# Schizopera taricheana
Schizopera taricheana är en kräftdjursart som beskrevs av Por 1968. Schizopera taricheana ingår i släktet Schizopera och familjen Diosaccidae. Inga underarter finns listade i Catalogue of Life.